# MacBook (2015-2017)
12インチMacBook（Retina MacBookとも呼ばれる）は、Appleがかつて開発・販売していたMacのノートブックコンピュータである。製品ラインアップの中では、第2世代のMacBook Air（当時の11.6/13.3インチモデルは「Retinaディスプレイ」ではなく、ベゼルが太く、大きく重い）と比べ、プレミアムなデバイスとされたが、パフォーマンスはMacBook Proより下であった。
2015年3月発表。当時のMacBookファミリーのいずれよりコンパクトで、Retinaディスプレイ、ファンレスデザイン、より薄いバタフライキーボード、電源とデータ兼用で単一のUSB-Cポートが搭載されていた。 2019年7月に販売停止となり、Retinaディスプレイを搭載した第3世代のMacBook Airに集約された。

## 概要
MacBookは、2015年3月9日のApple Special Eventで発表され、1か月後の4月10日に発売された。TDP約4.5ワットのIntel Broadwell Core Mプロセッサを採用し、ファンレス設計と以前よりも小さいロジックボードを実現している。外観はMacBook Airと似ており、プロセッサの処理能力は劣るが、より薄くて軽く、多くのストレージとメモリ、解像度2304×1440のRetinaディスプレイを搭載している。 色のラインナップは、スペースグレー、シルバー、ゴールドである。

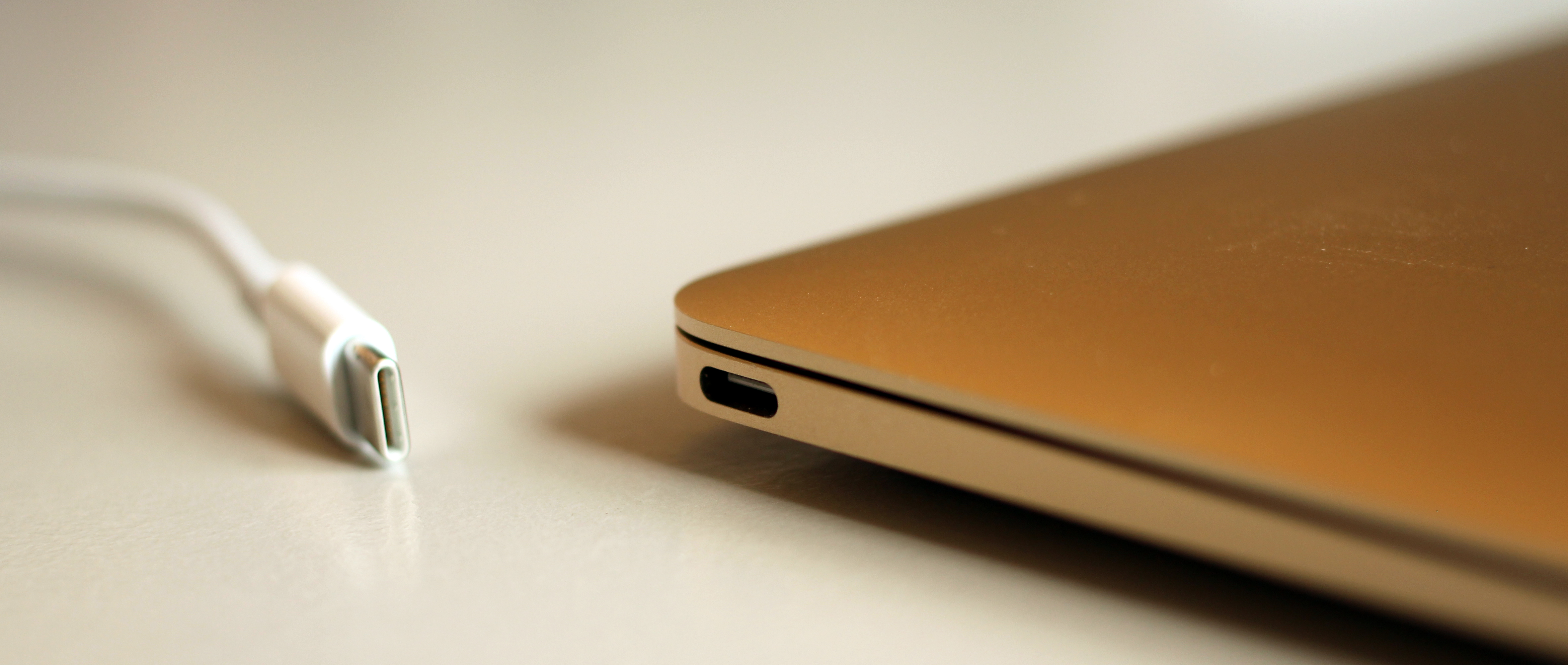
MacBookのUSB-Cポート

インターフェースは3.5mmヘッドフォンジャックと、USB-Cポートの計2つのみであり、USB-CはMac初搭載である。このポートは最大5 Gbit/sの伝送速度に対応したデータ送信に加え、オーディオ・ビデオ出力、充電に使用できる多目的なインターフェースとして機能する。MacBookとしては初めてMagSafe充電ポートが無いモデルである。これに合わせAppleは、フルサイズのUSBコネクタを提供できるアダプタや、充電パススルー、USB Type-Aポート、HDMI出力を備えた「デジタルAVマルチポートアダプター」などを販売しており、さらに他各社もUSB-Cポート用のケーブルやアダプターを発表し始めた。なお、USB-Cコネクタを使用するThunderbolt 3はサポートしておらず、対応していないのは2012年のMac Proとあわせて2機種だけであった。
MacBookファミリーの中では小型だが、フルサイズのキーボードと大型のトラックパッドを備える。キーボードは従来のシザーメカニズムキーを新しい自社設計のバタフライメカニズムに置き換えられたことで薄くなり、個々のキーがより安定したとAppleは主張している。バックライトは一列の導光パネルではなく、各キーに1つずつLEDを配置した。また、トラックパッドは圧力感知し、触覚フィードバックでクリック感を再現する「Force Touch」を発表した。これは後にMagic Trackpad 2とMacBook Pro（2015年）に搭載され、同様の技術（3D Touch）はApple WatchやiPhone 6sでも採用された。
アルミ製の筐体は、ヒンジ部分の最厚部で13.1mmである。バッテリーは、筐体の空きスペースを埋めるようにカスタムデザインされた39.7Whの新型リチウムポリマー電池を採用することで、一日中電池が持つことをアピールしている。公式発表によると、2015年モデルはインターネット閲覧で9時間、iTunesの映画再生で10時間、2016年モデルではそれぞれ10時間、11時間使用可能である。
本体の組成には環境に配慮しベリリウム、BFR、PVCを含まず、アルミニウムやガラスなどのリサイクル可能な素材を使用している。またディスプレイはヒ素を含まないガラスを使用している。これによりEnergy Star 6.1基準を満たし、EPEAT Goldに格付けされた。
2016年4月19日、新たにSkylake Core Mプロセッサを採用し、メモリ、ストレージの高速化やより長いバッテリー寿命を搭載したものをリリースし、新しくローズゴールド仕上げのモデルも加えた。
2017年6月5日、Kaby Lake m3、i5、およびi7プロセッサ（以前はm3、m5、およびm7と呼ばれた）に更新した。コントロールキーとオプションキーに新しい記号を導入した第2世代のバタフライキーボードを備える。また、より高速なストレージと最大16GBのメモリが選択できた。
2018年10月30日、ローズゴールドと当初からのゴールドの色のモデルを廃止し、MacBook Air（2018年）同様の新色のゴールドを追加した。
2019年7月9日、MacBookラインを廃止した。
2021年6月30日、AppleはMacBook (Retina, 12-inch, Early 2015)を「ビンテージ製品」リストに追加し、限定的な製品サポートのみの対象とした。2023年9月にオブソリート製品となり製品サポートが完全に終了した。
2022年8月1日、AppleはMacBook (Retina, 12-inch, Early 2016)を「ビンテージ製品」リストに追加し、限定的な製品サポートのみの対象とした。2023年9月にオブソリート製品となり製品サポートが完全に終了した。
2025 年1月9日、AppleはMacBook (Retina, 12-inch, 2017)を「ビンテージ製品」リストに追加し、限定的な製品サポートのみの対象とした。

## デザイン

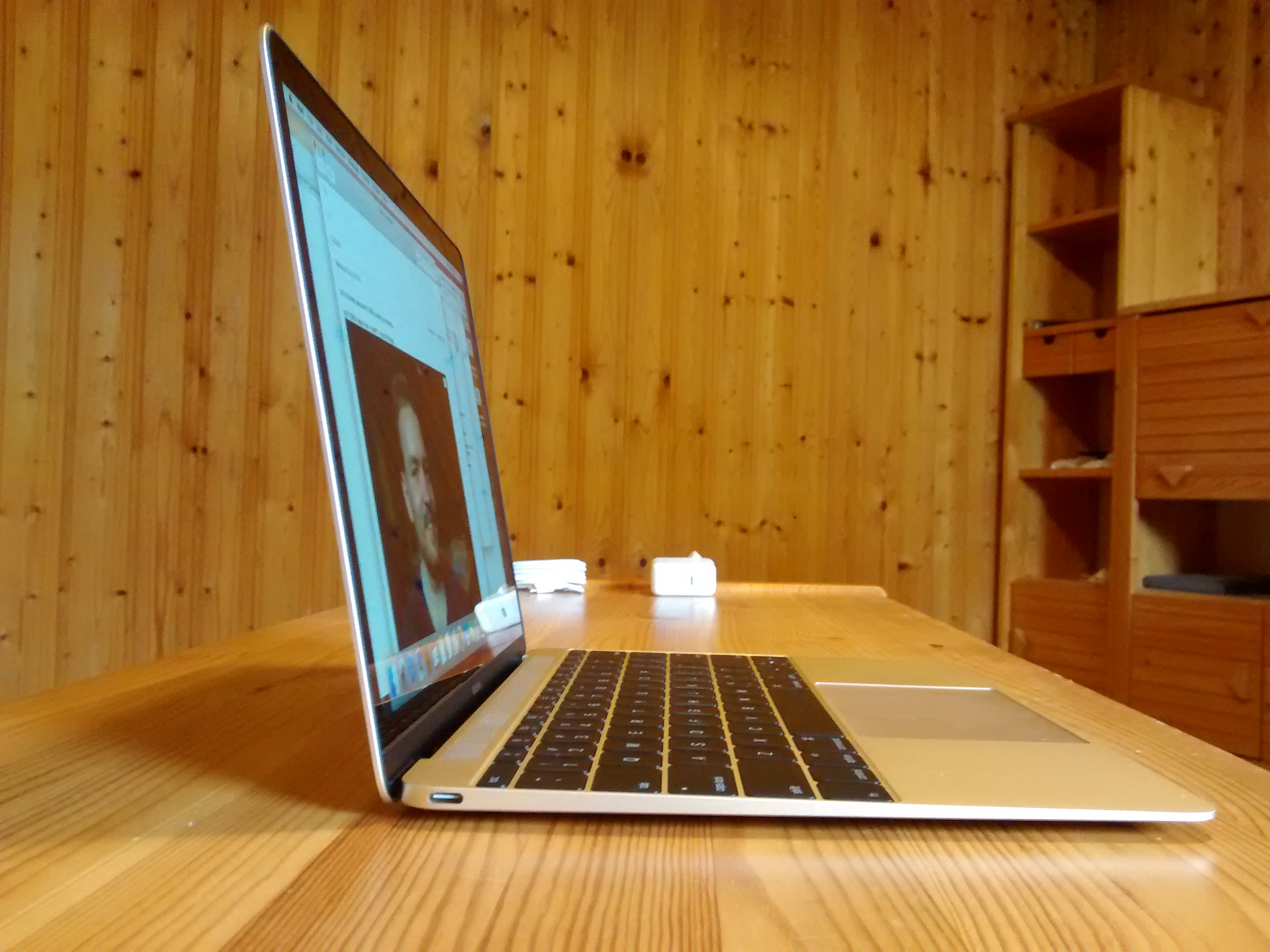
MacBookの左側面

外観は、MacBook Airのデザインを踏襲し、テーパーしたアルミニウム筐体を採用した。MacBook Proと同様に黒いベゼルを持つフラッシュスクリーンを採用している。ディスプレイ背面のAppleロゴは、1999年のPowerBook G3や2001年のiBook以来続いていたバックライトを透過させた白ではなく、不透明で鏡面処理されたアルミカラーとなった。このMacBookシリーズは、Apple製で最も薄くて軽いノートブックであり、厚い部分でも薄さ1.32cm、重量0.92kgである。
MacBookのキーボードに刻印されている文字と画面ベゼルの下部にあるモデル名は書体がSan Franciscoだが、Apple製の以前のノートブックはVAGRoundedを使用していた。
AppleがMacBookにゴールドを導入したことは、自らをラグジュアリースタイルのブランドと位置づける例として挙げられた。ゴールドのiPhone 5sの導入に続くものであるが、これは中国の顧客層に人気のある高級嗜好を反映したものである。

## 評価
MacBookに対する評価は賛否が分かれた。批評家は、当時のMacBook Airが老朽化したデザインと低解像度の画面であったため、このMacBookの高い品質を評価し、後継機種になる可能性があるとする人もいた。しかし、その一方でAppleはMacBook Airを提供し続けると共に、MacBookをさらに高い価格で販売したことから、MacBookがアーリーアダプタ向けの限定的な製品であるとし、MacBookが成熟して価格が下がってメインストリームとなるまで購入しないよう薦めた。
また、より安価で高速なMacBook AirやMacBook Proと比較し、MacBookに搭載されたIntel Core Mプロセッサは遅く、最大の欠点と見なされた。それ以外にも各種ポピュラーなポート、特にUSB Type-Aポートがないことや、ポートがUSB-C1つしかないためアダプタを使用する必要があり、データ転送や全体的な利便性が制限されることなどが批判に挙げられた。
キーボードは長期間使用するには不十分であるとの批判を多く受けた。開発者のMarco Armentは、このノートブックの構造と小ささについて「キーボードが必要なときまでは、本当に素晴らしく、画期的で、感動的である」と揶揄した。 彼はまた、トラックパッドが以前のMacBookよりも悪いと批判し、購入したモデルを返品すると述べた。
AppleInsiderのレポートによると、アップデートされたバタフライキーボードは、以前のモデルの2倍の頻度で故障し、多くの場合、キーの下に粒子が詰まることが原因だとされた。故障したキーの修理には700ドル以上かかると推定された。2018年5月、キーボード問題に関してAppleに対して2件の集団訴訟が起こされ、1件は「キーが反応しない問題とそれに伴うキーボードの故障」を主張し、Appleがこの問題を消費者に警告しなかったと非難した。2018年6月、Appleは「対象のMacBook、MacBook AirおよびMacBook Proキーボードの無償交換」サービスプログラムを発表した。

### キーボード修理プログラム

#### MacBook 2015, 2016, 2017、キーボードの不具合
- MacBook (Retina, 12-inch, Early 2015)
- MacBook (Retina, 12-inch, Early 2016)
- MacBook (Retina, 12-inch, 2017)

で、勝手に反復入力される、入力した文字が表示されない、キーのレスポンスがおかしいなど、キーボード不良が生じた場合、販売日から4年間無償修理が実施されていた。
- MacBook、MacBook Air、MacBook Pro キーボード修理プログラム[40]

## 技術仕様
| モデル         | Early 2015 | Early 2016 | 2017 |
| -------------- | --- | --- | --- |
| 発表日         | 2015年4月10日 | 2016年4月19日 | 2017年6月5日 |
| モデルID       | MacBook8,1 | MacBook9,1 | MacBook10,1 |
| モデルナンバー | A1534 | A1534 | A1534 |
| 機種番号       | MF855J/A, MF865J/A, MJY32J/A, MJY42J/A, MK4M2J/A, MK4N2J/A | MLH72J/A, MLH82J/A, MLHA2J/A, MLHC2J/A, MLHE2J/A, MLHF2J/A, MMGL2J/A, MMGM2J/A | MNYF2J/A, MNYG2J/A, MNYH2J/A, MNYJ2J/A, MNYK2J/A, MNYL2J/A, MNYM2J/A, MNYN2J/A |
| カラー         | シルバー、ゴールド、スペースグレイ | シルバー、ゴールド、スペースグレイ、ローズゴールド | スペースグレイ、シルバー、ゴールド（2018年以降） |
| 内蔵カメラ     | iSight (480p) | iSight (480p) | iSight (480p) |
| ディスプレイ   | LEDバックライト 光沢ワイドスクリーン Retinaディスプレイ | LEDバックライト 光沢ワイドスクリーン Retinaディスプレイ | LEDバックライト 光沢ワイドスクリーン Retinaディスプレイ |
| ディスプレイ   | 12インチ Retina, 2304 × 1440 226ppi, 1670万色 (スケールされるサポート解像度: 2880 × 1800, 2560 × 1600 (標準), 2048 × 1280) | | |
| CPU            | 1.1 GHz (M-5Y31) 2コア Intel Core M Broadwellプロセッサ (Turbo Boost: 2.4 GHz) with 4 MB L3キャッシュ1 1.2 GHz (M-5Y51) 2コア Intel Core M Broadwellプロセッサ (Turbo Boost: 2.6 GHz) with 4 MB L3キャッシュ1 オプション: 1.3 GHz (M-5Y71) 2コア Intel Core M Broadwellプロセッサ (Turbo Boost: 2.9 GHz) with 4 MB L3キャッシュ1 | 1.1 GHz 2コア Intel Core m3-6Y30 Skylakeプロセッサ (cTDP Up mode, Turbo Boost: 2.2 GHz) 4 MB L3キャッシュ 1.2 GHz 2コア Intel Core m5-6Y54 Skylakeプロセッサ (cTDP Up mode, Turbo Boost: 2.7 GHz) with 4 MB L3キャッシュ オプション: 1.3 GHz 2コア Intel Core m7-6Y75 Skylakeプロセッサ (cTDP Up mode, Turbo Boost: 3.1 GHz) with 4 MB L3キャッシュ | 1.2 GHz 2コア Intel Core m3-7Y32 Kaby Lakeプロセッサ (Turbo Boost: 3.0 GHz) 4 MB L3キャッシュ 1.3 GHz 2コア Intel Core i5-7Y54 Kaby Lakeプロセッサ (Turbo Boost: 3.2 GHz) with 4 MB L3キャッシュ オプション: 1.4 GHz 2コア Intel Core i7-7Y75 Kaby Lakeプロセッサ (Turbo Boost: 3.6 GHz) with 4 MB L3キャッシュ |
| ビデオ回路     | Intel HD Graphics 5300 | Intel HD Graphics 515 | Intel HD Graphics 615 |
| システムバス   | 4GT/s OPI | 4GT/s OPI | 4GT/s OPI |
| メモリ         | 8GB 1600MHz LPDDR3 SDRAM | 8GB 1866MHz LPDDR3 SDRAM | 8GB 1866MHz LPDDR3 SDRAM最大16GB (Apple Storeでの購入時オーダのみ) |
| SSD            | 256GB, 512GB NVMe/PCIe 2.0 ×4, 5.0GT/s | 256GB, 512GB NVMe/PCIe 3.0 ×2, 8.0GT/s | 256GB, 512GB NVMe/PCIe 3.0 ×2, 8.0GT/s |
| キーボード     | バタフライ構造 | バタフライ構造 | 第2世代バタフライ構造 |
| Wi-Fi          | Wi-Fi 5 (IEEE802.11a/b/g/n/ac) 2.4GHz, 5GHz, 最大1.3Gbit/s | Wi-Fi 5 (IEEE802.11a/b/g/n/ac) 2.4GHz, 5GHz, 最大1.3Gbit/s | Wi-Fi 5 (IEEE802.11a/b/g/n/ac) 2.4GHz, 5GHz, 最大1.3Gbit/s |
| Bluetooth      | Bluetooth 4.0 | Bluetooth 4.0 | Bluetooth 4.2 |
| I/Oポート      | USB 3.0 USB-C, 5Gbit/s (電源ポート兼用、USB Type-Aや外部出力はアダプタが必須) | USB 3.0 USB-C, 5Gbit/s (電源ポート兼用、USB Type-Aや外部出力はアダプタが必須) | USB 3.0 USB-C, 5Gbit/s (電源ポート兼用、USB Type-Aや外部出力はアダプタが必須) |
| I/Oポート      | ヘッドフォンジャック、EarPodsのリモコン対応 | | |
| ビデオ出力     | USB-C DisplayPort 1.2 Alt Mode (最大4096 × 2304} @ 48Hz, 3840 × 2160 @60Hz ) | USB-C DisplayPort 1.2 Alt Mode (最大4096 × 2304@60 Hz ) | USB-C DisplayPort 1.2 Alt Mode (最大4096 × 2304@60 Hz ) |
| 電源           | 29W USB-C電源アダプタ | 29W USB-C電源アダプタ | 29W USB-C電源アダプタ |
| バッテリ       | 39.7Wh | 41.4Wh | 41.4Wh |
| 重量           | 0.92kg | 0.92kg | 0.92kg |
| サイズ         | 幅280mm x 奥行197mm x 厚さ3.56mm - 13.21mm | 幅280mm x 奥行197mm x 厚さ3.56mm - 13.21mm | 幅280mm x 奥行197mm x 厚さ3.56mm - 13.21mm |
| 初期OS         | OS X Yosemite | OS X El Capitan | macOS Sierra |
| 最終対応OS     | macOS Big Sur | macOS Monterey | macOS Ventura |

## サポートされているOS

### 対応macOSのバージョン
| OSリリース        | モデル | モデル | モデル |
| OSリリース        | 2015   | 2016   | 2017   |
| ----------------- | ------ | ------ | ------ |
| 10.10 Yosemite    | Yes    | No     | No     |
| 10.11 El Capitan  | Yes    | Yes    | No     |
| 10.12 Sierra      | Yes    | Yes    | Yes    |
| 10.13 High Sierra | Yes    | Yes    | Yes    |
| 10.14 Mojave      | Yes    | Yes    | Yes    |
| 10.15 Catalina    | Yes    | Yes    | Yes    |
| 11 Big Sur        | Yes    | Yes    | Yes    |
| 12 Monterey       | No     | Yes    | Yes    |
| 13 Ventura        | No     | No     | Yes    |

### 対応Windowsのバージョン
| Windows版   | モデル    | モデル |
| Windows版   | 2015/2016 | 2017   |
| ----------- | --------- | ------ |
| Windows 8   | Yes       | No     |
| Windows 8.1 | Yes       | No     |
| Windows 10  | Yes       | Yes    |
| Windows 11  | No        | No     |

## 参照
- MacBook Air
- MacBook Pro